# Per Thornberg
Per Gunnar Thornberg, född 19 februari 1962 i S:t Nikolai församling, Hallands län, en svensk tenorsaxofonist, jazzmusiker och musiklärare. 
Thornberg är utbildad på improvisationspedagoglinjen på Musikhögskolan i Malmö med examen 1983. Han frilansar som musiker och undervisar deltid på estetiska programmet på Sturegymnasiet i Halmstad. År 2014 erhöll han utmärkelsen Årets jazzpedagog som delas ut av Riksförbundet Svensk Jazz och Mary Lou Meese Youth Jazz Fund. Thornberg har även en masterexamen i konstvetenskap och samarbetar med konstnärer i gränsöverskridande projekt med musik och konst i symbios. Thornbergs Musikproduktion TMP startades 1994. Aktuella konstellationer där han spelar är Sakral Jazz Trio (med Magnus Hjorth och Max Thornberg), Per Thornberg/Hans Backenroth Quartet och Per Thornberg/Hans Backenroth DUO.
Som musiker har Thornberg spelat med såväl egna grupper som artister som Lars Jansson, Yasuhito Mori, Jacob Karlzon, Arne Domnérus, Svante Thuresson, Bobo Stenson, Petúr "Island" Östlund, Hans Backenroth, Peter Asplund, Calle Rasmusson och Per Gessle. Thornberg har förutom i Sverige framträtt i Danmark, Norge, Tyskland, Spanien, Frankrike, England, USA, Australien, Italien och Sydafrika.
Han är bror till  Anders Thornberg.

## Diskografi
Thornberg har producerat 13 CD i eget namn:
- 1998 Pictures CD
- 1999 In Focus CD
- 2000 Standard Session  CD
- 2003 Dynamisk Dialog  CD
- 2008 Moods CD
- 2009 Musical Landscape  CD
- 2009 The Six Elements  CD Soundtrack
- 2009 The Six Elements DVD art-film
- 2011 Guidelines  CD
- 2016 Lines for Lage  CD[4][5]
- 2018 A Place for You  CD[6][7][8]
- 2019 Blue Concept  CD
- 2022 The Sweetspot Sessions  CD
- 2023 Sweetspot Revisited  CD
- 2024 Duo Dialogue CD (Per Thornberg/Hans Backenroth DUO)

Han har dessutom medverkat som studiomusiker vid inspelningar med andra artister såsom Blekinge Big Band, Patrik Tanner, Calle Rasmusson, och Per Gessle.
Singlar, EP och album på digitala plattformar:
- 2020 Lines & Waves  Singel
- 2020 Free Tree Flow  Singel
- 2020 The Light  Singel
- 2020 The Starter  Singel
- 2020 The Point  Singel
- 2020 Clouds  Singel
- 2021 Heseldon Road  Singel
- 2021 The Darkness  Singel
- 2021 Salmon Rising  Singel
- 2021 City Pulse  Singel
- 2021 Thoughts  Singel
- 2021 Sweetspot  Singel
- 2021 Figures and Movement  Singel
- 2021 In Memoriam  Singel
- 2022 The Sweetspot Sessions  EP
- 2022 In Motion  Singel
- 2022 Twin Souls Singel
- 2022 Ocean Vibe Singel
- 2022 Back at Sweetspot  Singel
- 2022 Summer Night  Singel
- 2022 The Open Door  Singel
- 2022 The Sensitive Ear  Singel
- 2022 Sweetspot Revisited Album
- 2023 Trust Singel
- 2023 A Man and His Mind  Singel
- 2023 Light Comes Singel
- 2023 Shades Singel
- 2023 Easy Living Singel
- 2023 The Silver Tenors Singel
- 2023 Herrvik Singel
- 2023 Waves Singel
- 2023 Forest Spirits Singel
- 2023 Striern Singel
- 2023 Coastline Singel
- 2023 Guests Album
- 2024 Love Walked In Singel (Per Thornberg/Hans Backenroth DUO)
- 2024 Pra Dizer Adeus Singel (Per Thornberg/Hans Backenroth DUO)
- 2024 Duo Dialogue EP (Per Thornberg/Hans Backenroth DUO)

Musiken är utgiven av skivbolaget STRAWTOWN (ELITIST - A Division of Strawtown).

## Böcker
- 1993–2011 25 volymer om jazzimprovisation och ensemblespel (Thornbergs Musikproduktion)
- 2020 Interaktioner i musik och konst (om fem kompositioner) (Almlöfs förlag)
- 2021 The Sweetspot Sessions (kompositioner och transkriptioner) (Thornbergs Musikproduktion)
- 2022 Lindell Jazz (15 kompositioner inspirerade av konstnären Lage Lindell) (Thornbergs Musikproduktion)
- 2023 Sweetspot Revisited  (Almlöfs förlag/Thornbergs)

## Stipendier och utmärkelser
- 1990 - Rotary GSE Australien
- 1992 - Halmstads kommun kulturstipendium
- 1998 - Lions Club, Halmstad
- 2001 - Crossways, beställningsverk - Jazz Monitor Comp
- 2003 - Hallandspostens kulturstipendium
- 2004 - Region Hallands kulturstipendium
- 2007 - Reminiscenser, beställningsverk - Halmstad 700 år
- 2008 - Halmstads kommun kulturpris
- 2011 - Villa San Michele, Capri
- 2014 - Årets Jazzpedagog - Svensk Jazz
- 2020 - SFUB resestipendium Sydafrika